# Monsters, Inc. Ride and Go Seek!
Monsters, Inc. : Ride and Go Seek! est une attraction du parc Tokyo Disneyland au Japon.
L'attraction transporte fidèlement les visiteurs dans les séquences du film Monstres et Cie coproduit par Disney et Pixar.
D'autre attractions utilisent le thème de Monstres et Cie : Monsters, Inc. : Mike and Sulley to the Rescue! à Disney California Adventure et Monsters, Inc. : Laugh Floor à Magic Kingdom mais avec une autre technologie.

## L'attraction
L'attraction, construite dans le bâtiment qui était occupé jusqu'en 2002 par Meet the World a ouvert ses portes le 15 avril 2009. L'attraction, basé sur l'univers du film Monstres et Cie est composée de plus de 70 audio-animatronics construits par Walt Disney Imagineering. L'attraction utilise un système interactif innovant dans lequel les passagers doivent éclairer, par le biais d'une lampe torche, les différents éléments de décor pour les faire interagir.
Les véhicules sont programmés pour pivoter à 360° et changer d'allure, et même de s'arrêter, en fonction des scènes présentées. L'ouverture de l'attraction a été accompagné de l'ouverture de la boutique "Monsters Company Store".
- Ouverture : 15 avril 2009[3]
  - Pré-ouverture : février/mars 2009
- Conception :  Walt Disney Imagineering
- Véhicules:
  - Nombre : train de 3 voitures
  - Passagers par véhicule : 3 par voiture (soit 9 par train)
  - Apparence des véhicules : Véhicules d'entretien bleus
- Hidden Mickeys: ?
- Type d'attraction : Parcours scénique interactif
- Situation : 35° 38′ 02″ N, 139° 52′ 43″ E
- Attraction précédente :
  - Meet the World (1983-2002)